# 小叶孔药花
小叶孔药花（学名：Amischotolype microphylla）为鸭跖草科穿鞘花属的植物，是中国的特有植物。分布在中国大陆的广西等地，多生长于林中和灌丛中，目前尚未由人工引种栽培。
其种加词microphylla，意为“小叶的”。